# Kórógy vára
Kórógy vára (horvátul: Utvrda Korođ) egy várrom Horvátországban, az Eszék-Baranya megyei Ovčara település határában.

## Fekvése
A vár romjai a mai Kórógy településtől 18 km-re északnyugatra, az egykori Palacsa-mocsár területén, a Csepin községhez tartozó Ovčara keleti határszélén található. Kórógy a középkorban még a vár közelében feküdt, ám a többszöri pusztulás és újjáépítés során mind távolabb került a vártól.

## Története
Kórógy várát valószínűleg a tatárjárás után építtette a Gutkeled nembeli Kórógyi család. Első írásos említése 1290-ben történt „Korough” alakban Kórógyi Gergely birtokaként. 1296-ban „castrum Korong ultra fluvium Drauwe” néven említik. Nem sokkal később Kőszegi Henrik fia János foglalta el. A Kőszegiek leverése után királyi birtok lett. 1343-ban Nagy Lajos király visszaadta a Kórógyi családnak. 1472-ben rangon aluli házassága miatt Kórógyi Gáspár elveszítette, birtokait a Rozgonyiak kapták meg. Kórógyi Gáspár azonban csakhamar kegyelmet nyert és birtokait visszakapta. Kórógyi Gáspár a törökök elleni harcban elesett, vele kihalt a Kórógyi család. Birtokait monoszlói Csupor Miklós és nádasdi Ungor János kapta meg, ami ellen a Rozgonyiak panasszal éltek. 1474-ben Csupor Miklós halálával az ő részét Dengelegi Pongrác János kapta meg Mátyás királytól. A török több sikertelen ostrom után 1536-ban foglalta el a mocsár közepén fekvő várat. Katzianer Eszék elleni sikertelen támadása után a török által üldözve Kórógy mellett vonult vissza. Mivel a Valkó fahídja eltört a nehéz ágyúk alatt 8 ágyút vissza kellett hagynia. Ezeket a török Eszék felé vontatta, amikor a kórógyi vár őrsége rajtuk ütött és több ágyút visszaszerzett. Hősiességük azonban hiábavaló volt, mert elegendő élelem és lőpor hiányában a tarthatatlan erősséget el kellett hagyniuk. A törökök végül nem vették birtokba a várat, hanem hagyták pusztulni. 1697-ben már „dirutum castellum Korogyvar” alakban említik.

## A vár mai állapota
A mintegy 36 méter átmérőjű egykori várból mára egy csaknem tízszer tíz méteres négyzetes alaprajzú lakótorony alapfalai, illetve az azt körülvevő, kört formázó várfal viszonylag jelentős maradványai láthatók. A várfalakat 30 x 30 centiméteres, két sorban elhelyezett cölöpökre alapozták. A falak szélessége az alapnál közel 4,5 méter. Az alapozás a várároknál elérve a felszínt, rézsűs lábazatot képezve erőteljesen keskenyedik. A felmenő falak vastagsága 2,5 méter, mely megegyezik a torony falvastagságával. A torony és a várfal között egykor álló építményekből szintén maradtak alapfalak. A vár bejárata észak felől nyílik, a hajdani kapu előtt mintegy 3 méter széles farkasveremmel. A várat 3-4 méter mély árok veszi körül, ennek külső határát egy 14 méter falkorona szélességű sánc képezi. A sánc magassága a várudvar jelenlegi járószintjével azonos. A sánc feltehetően az árok ásása során nyert földből készült. A váron 1967 és 1973 között állagmegóvási munkákat végeztek, amelyekkel a falakat megmentették a további romlástól. Az 1988-as felújítás során falait jelentős mértékben visszafalazták, mellyel tömegét jelentősen megnövelték.